# Stenocercus tricristatus
Stenocercus tricristatus là một loài thằn lằn trong họ Tropiduridae. Loài này được Duméril mô tả khoa học đầu tiên năm 1851.